# Lamprophthalma doleschalli
Lamprophthalma doleschalli är en tvåvingeart som först beskrevs av Günther Enderlein 1912.  Lamprophthalma doleschalli ingår i släktet Lamprophthalma och familjen bredmunsflugor. Inga underarter finns listade i Catalogue of Life.